# Дальневосточный проспект
Дальневосто́чный проспе́кт — проспект в Невском районе Санкт-Петербурга. Проходит от линии Соединительной железной дороги за проспект Большевиков. На север продолжается Новочеркасским проспектом.

## История
Наименован 17 ноября 1962 году по существовавшему в 1926—1938 годах Дальневосточному краю (ныне Хабаровский и Приморский края), как указано в решении, «для сохранения исчезнувшего названия» (ранее, в 1940—1956 годах, Дальневосточный проспект существовал на Малой Охте, пока его не включили в состав Новочеркасского проспекта). Отчасти это объясняется ещё и тем, что улица находится в восточной части города.
Первоначально проспект проходил от железной дороги до Народной улицы. В 1967 году был проложен участок до проспекта Большевиков. В состав Дальневосточного проспекта этот участок официально был включен 26 января 1970 года.
С 1967 года по 15 июня 1976 года Дальневосточный проспект включал в себя участок современного проспекта Большевиков до железнодорожной станции Нева.
В 1990-х годах Дальневосточный проспект был удлинен за проспект Большевиков вдоль садоводства «Красный Октябрь».
В 2012 году был демонтирован железнодорожный переезд, пересекавший Дальневосточный проспект севернее улицы Новоселов.

## Застройка
- № 6, корпус 1, — жилой дом (2016[6])
- № 8, корпус 1, — жилой дом (2016[6])
- № 8, корпус 2, — школа (2023[7])
- № 9, корпус 1, — автосалон (2007; в 2020 его перестроили под ресторан[8])
- № 10, корпус 1, — жилой дом (2016[6])
- № 10, корпус 2, — школа № 691 (2020[9])
- № 12, корпус 1, — автосалон
- № 12, корпус 2, — жилой дом (2018[10])
- № 14 — торговый комплекс «Мебельвуд»
- № 16 — гипермаркет «Лента»
- № 16, корпус 2, — магазин «Максидом»
- № 17 — паркинг (2023[11])
- № 19, корпус 1, — жилой дом (2023[12])
- № 21 — детский сад (2024[13])
- № 23 — жилой дом (2024[14])
- № 24 — жилой дом (1981[11])
- № 25, корпус 1, — жилой дом (2018[15])
- № 25, корпус 2, — детский сад (2018[15])
- № 26 — Морской колледж (1983[11])
- № 27, корпус 3, — жилой дом (2019[16])
- № 28/10 — административное здание (1995[11])
- № 29 — детский сад (2023[17])
- № 30, корпус 1, — жилой дом (1970[11])
- № 33, корпус 1, — жилой дом (2019[18])
- № 33, корпус 2, — детский сад (2021[19])
- № 34, корпус 1, — жилой дом (1970[11])
- № 34, корпус 2, — детский сад (1979[11])
- № 35, корпус 1, — жилой дом (2021[19])
- № 35, корпус 3, — жилой дом (2024[20])
- № 36 — жилой дом (1970[11])
- № 37, корпус 1, — паркинг (2024[11])
- № 37, корпус 2, — жилой дом (2024[20])
- № 38 — жилой дом (1970[11])
- № 39, корпус 2, — жилой дом (2024[20])
- № 39, корпус 3, — жилой дом (2024[20])
- № 39, корпус 4, — жилой дом (2024[20])
- № 42 — нежилое здание (1972[11])
- № 46/28 — жилой дом (1973[11])
- № 55 — жилой дом (1961[11])
- № 56 — жилой дом (1962[11])
- № 57, корпус 1, — нежилое здание (1964[11])
- № 57, корпус 2, — жилой дом (1963[11])
- № 58 — нежилое здание (1967[11])
- № 59 — жилой дом (1961[11])
- № 60 — жилой дом (1962[11])

## Ближайшие достопримечательности
- Госпиталь Ветеранов войн
- Невский мемориал «Журавли», посвящённый защитникам и жителям блокадного Ленинграда
- Подворье Александро-Свирского монастыря
- Лицей Военно-морского флота
- Лицей Традиционной культуры
- Киновеевское кладбище
- Памятник Даниилу Гранину

## Транспорт
На участке от Зольной улицы до Народной улицы по Дальневосточному проспекту проложена трамвайная линия на выделенном полотне, которой пользуются 6 маршрутов трамвая. До 1997 года трамвайная линия шла через весь проспект, до проспекта Большевиков.
Трамвайная линия вдоль нынешнего Дальневосточного проспекта появилась задолго до самого проспекта — уже в 1936 году, после открытия Володарского моста, в Весёлый Посёлок была проложена трамвайная линия. Линия шла примерно по трассе нынешнего проспекта, заканчиваясь разворотным кольцом примерно у современной Зольной улицы, по линии ходили трамваи маршрута № 7. Однако в 1941 году, вскоре после начала Великой Отечественной войны, линия перестала использоваться в пассажирском движении. Во время войны линия была повреждена и пришла в запустение. Восстановление линии началось только в 1960 году, с началом строительства Дальневосточного проспекта: тогда была восстановлен участок от Народной улицы до современной улицы Дыбенко, где было построено новое разворотное кольцо «Весёлый посёлок». В 1967 году был построен участок от Народной улицы до станции Нева (впоследствии демонтирован в 1997 году), а в 1968 году был восстановлен оставшийся участок линии, а сама линия соединена с трамвайной линией по Новочеркасскому проспекту. В 1973 году, после прокладки улицы Дыбенко и строительства новой конечной станции «Река Оккервиль», разворотное кольцо было ликвидировано.
На участке от Зольной улицы до улицы Коллонтай с 1986 года также проходит линия троллейбуса.

### Трамвайные маршруты
| №  | Маршрут следования                               | Проходит по участку          |
| -- | ------------------------------------------------ | ---------------------------- |
| 7  | пр. Солидарности — Малая Охта                    | ул. Дыбенко — Народная ул.   |
| 23 | пр. Солидарности — пл. Ленина                    | ул. Дыбенко — Зольная ул.    |
| 27 | р. Оккервиль — ст. м. «Рыбацкое»                 | ул. Коллонтай — Народная ул. |
| 39 | Заневская пл. — Трамвайный парк им. Володарского | Зольная ул. — Народная ул.   |
| 65 | р. Оккервиль — Невский завод                     | ул. Коллонтай — Зольная ул.  |
| А  | р. Оккервиль                                     | ул. Коллонтай — ул. Дыбенко  |

### Троллейбусные маршруты
| №  | Маршрут следования                 | Проходит по участку         |
| -- | ---------------------------------- | --------------------------- |
| 33 | пр. Солидарности — Суворовский пр. | ул. Коллонтай — Зольная ул. |

### Автобусные маршруты
| №   | Маршрут следования                        | Проходит по участку            |
| --- | ----------------------------------------- | ------------------------------ |
| 4   | Русановская ул. — ул. Дыбенко             | пр. Большевиков — Народная ул. |
| 8   | Русановская ул. — пл. Александра Невского | пр. Большевиков — Народная ул. |
| 12  | ул. Подвойского — Рощинская ул.           | ул. Тельмана — Народная ул.    |
| 118 | пр. Александровской Фермы — ул. Коллонтай | ул. Тельмана — Народная ул.    |
| 191 | р. Оккервиль — ст. м. «Петроградская»     | ул. Коллонтай — Зольная ул.    |
| 228 | р. Оккервиль — ст. м. «Ломоносовская»     | ул. Крыленко — ул. Дыбенко     |

## Пересечения
- Зольная улица
- улица Еремеева
- улица Коллонтай
- Воркутинская улица
- Ультрамариновая улица
- улица Подвойского
- улица Антонова-Овсеенко
- Архивная улица
- улица Дыбенко
- улица Евдокима Огнева — непосредственного выезда на проспект нет: улица пересекается с проходящим параллельно проспекту проездом-дублёром
- улица Крыленко
- улица Тельмана
- переулок Челиева — непосредственного выезда на проспект нет: переулок пересекается с проходящим параллельно проспекту проездом-дублёром
- улица Новосёлов
- Народная улица
- проспект Большевиков